# Novecentismus
Novecentismus, nazývaný také generace 14 byl směr katalánské literatury, představující uměleckou opozici proti modernismu a avantgardě. Byl představován především katalánskými umělci na počátku 20. století (většina děl vznikla v letech 1906–1923). Umělci většinou žili bohémským způsobem života, vyznávali radikalismus a individualismus. Novecentismus v umění byl úzce spojen s politikou (politik Enric Prat de la Riba, jeden z prvních katalánských nacionalistů). V poesii novocentismus prosazoval návrat ke klasicismu, požadoval uhlazený a přesný jazyk, objektivitu, nestrannost, zájem o přírodu. Byli ovlivněni francouzským parnasismem a symbolismem.
Nejvýznamnějším básníkem tohoto směru byl Josep Carner (1884–1970), autor květnatých, propracovaných básní, vynikajících krásou jazyka a ovlivněných barokem, dalšími významnými osobnostmi byl Pompeu Fabra (1868–1948), filolog a kodifikátor moderní katalánštiny či prozaik Eugeni d'Ors (1881–1954).